# Fuente de Oliva
Fuente de Oliva es una localidad española perteneciente al municipio de Balboa, en la provincia de León, comunidad autónoma de Castilla y León. Se encuentra en la comarca de El Bierzo, a unos 15 km de Balboa. Se habla castellano y gallego. Junto con la localidad de Castañeiras compone una Junta Vecinal que en 2021 contaba con 11 habitantes censados.
Ante el hecho de que está conectado a los pueblos vecinos por la carretera comarcal CV-125-14 que en este tramo está sin asfaltar, y como la Junta de Castilla y León no atiende sus peticiones de que se asfalte, en 2020 solicitaron oficialmente ingresar en la comunidad autónoma de Galicia y pertenecer al vecino municipio lucense de Cervantes.

## Demografía
| Gráfica de evolución demográfica de Fuente de Oliva entre 1900 y 2021                                                                                          |
| |
| Población de derecho (1900-1991) o población residente (2001-2011) según los censos de población del INE. Población según el padrón municipal de 2021 del INE. |

## Comunicaciones
- Carretera : CV-125-14 -> LE-723